# Megamind
Megamind er en amerikansk computer-animeret superhelte-action–komedie fra 2010, instrueret af Tom McGrath. Den blev produceret af DreamWorks Animation og Red Hour Productions og distribueres af Paramount Pictures. Filmen blev udgivet i USA i Digital 3D, IMAX 3D og 2D den 5. november 2010.

## Medvirkende
| Figur               | Original stemme | Dansk stemme         |
| ------------------- | --------------- | -------------------- |
| Megamind            | Will Ferrell    | Alexandre Willaume   |
| Roxanne Ritchi      | Tina Fey        | Lærke Winther        |
| Metro Man           | Brad Pitt       | Martin Brygmann      |
| Hal Stewart/Titan   | Jonah Hill      | Jens Sætter-Lassen   |
| Følgesvend          | David Cross     | Christian Damsgaard  |
| Fængselsinspektøren | J.K. Simmons    | Karsten Jansfort     |
| Bernard             | Ben Stiller     | Peter Secher Schmidt |

## Musik
Musik som forekommer i filmen:
- "Highway to Hell" af AC/DC
- "Crazy Train" af Ozzy Osbourne
- "Mr. Blue Sky" af Electric Light Orchestra
- "Back in Black" af AC/DC
- "Bad" af Michael Jackson
- "Welcome to the Jungle" af Guns N' Roses
- "Cobrastyle" af Teddybears